# Bồn trũng Bắc Cực (Sao Hỏa)

Bồn trũng Borealis là khu vực lớn màu xanh và màu xanh lá cây nằm ở phía bắc của đường xích đạo. Các vụ phun trào trên cao nguyên núi lửa Tharsis, khu vực cao độ cao hơn ở bên trái của hình ảnh, bao phủ trên các phần của bồn trũng sau khi hình thành.

Bồn trũng Bắc Cực của Sao Hỏa (tiếng Anh: North Polar Basin; hay Borealis Basin) là một vùng sụt lún rộng lớn ở phần bán cầu bắc của Sao Hỏa chiếm tới 40% diện tích bề mặt của hành tinh này. Một số nhà khoa học đã mặc nhiên công nhận rằng vùng hình thành bởi tác động từ một vụ va chạm, thiên thể có kích thước khoảng 2% khối lượng của sao Hỏa, có đường kính khoảng 1.900 km (1.200 dặm). Tuy nhiên, bồn trũng hiện không được công nhận là một hố va chạm bởi Hiệp hội Thiên văn Quốc tế. Bồn trũng là một trong những khu vực bằng phẳng nhất trong Hệ Mặt trời và có hình elip. Chryse Planitia, địa điểm hạ cánh của tàu đổ bộ Viking 1, là một vịnh mở ra lưu vực này.

## Các vùng rộng lớn trong Bồn trũng[2]
Do bồn trũng Borealis chiếm 40% bề mặt Sao Hỏa và phần lớn Bắc bán cầu, nhiều khu vực trên sao Hỏa hiện được công nhận nằm trong đó:
- Acidalia Planitia
- Arcadia Planitia
- Boreum
- Utopia Planitia
- Vastitas Borealis

## Va chạm

### Sự hình thành của bồn trũng Borealis
Giả thuyết khả dĩ cho địa hình thấp, bằng phẳng và tương đối không có miệng núi lửa là bồn trũng được hình thành bởi một vụ va chạm lớn duy nhất. Hai mô phỏng về một tác động có thể xảy ra phác họa một kịch bản cho vụ va chạm: vận tốc thấp 6 đến 10 km (3,7 đến 6,2 mi) mỗi góc nghiêng xiên thứ hai và đường kính 1.600 km đến 2.700 km (990-1.680 mi). Dữ liệu địa hình từ Mars Global Surveyor phù hợp với các mô hình và cũng cho thấy miệng hố hình elip có trục dài 10.600 km (6.600 mi) và 8.500 km (5.300 mi), tập trung ở 67°N 208°E, mặc dù điều này đã bị che khuất một phần bởi các vụ phun trào núi lửa sau đó tạo ra phình Tharsis dọc theo vành của nó. Đó là bằng chứng cho vành thứ cấp tốt. Điều này sẽ khiến bồn trũng cực bắc Sao Hỏa cho đến nay là miệng hố va chạm lớn nhất trong Hệ Mặt trời, gấp khoảng bốn lần đường kính của miệng hố lớn tiếp theo: Utopia Planitia, được đặt bên trong Bồn trũng cực bắc Sao Hỏa, bồn trũng Aitken trên mặt trăng và Hellas Planitia trên bán cầu nam của sao Hỏa.
Vụ va chạm có tác động dẫn đến sự tan chảy đáng kể và hình thành lớp vỏ bên ngoài hành tinh trong khoảng thời gian 40 triệu năm sau tác động. Một tác động lớn như vậy sẽ làm xáo trộn lớp phủ, làm thay đổi dòng đối lưu bình thường và gây ra sự gia tăng lượng tan chảy tại vị trí va chạm. Nhìn chung, một sự kiện như vậy thực sự sẽ làm tăng tốc độ làm mát của nội thất sao Hỏa. Việc thiếu các dị thường từ quan sát được ở bán cầu bắc có thể được giải thích bằng một tác động như vậy, vì sóng xung kích tạo ra có thể đã làm mất lớp vỏ.

### Khả năng hình thành của Phobos và Deimos thông qua tác động của Borealis

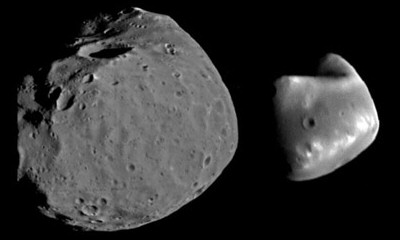
Sao Hỏa có hai mặt trăng là Phobos và Deimos. Phobos là lớn nhất và gần nhất Sao Hỏa trong hai mặt trăng. Phobos có bán kính trung bình là 11 km, trong khi Deimos có bán kính trung bình là 6 km.

Nguồn gốc của mặt trăng Sao Hỏa, Phobos và Deimos (ảnh phải) là không rõ và vẫn còn gây nhiều tranh cãi. Một giả thuyết cho rằng các mặt trăng bị Sao Hỏa bắt. Tuy nhiên, các mặt trăng có quỹ đạo tròn và độ nghiêng thấp tương đối so với đường xích đạo sao Hỏa không phù hợp với giả thuyết bắt lấy này. Việc phát hiện các khoáng chất trên Phobos tương tự như các khoáng chất trong thạch quyển Sao Hỏa, và mật độ vật chất thấp bất thường và độ xốp vật chất cao của Phobos, do đó mặt trăng sẽ không thể tồn tại nếu tự tổng hợp một cách linh hoạt, cho thấy các mặt trăng có thể hình thành thông qua việc bồi tụ trên quỹ đạo sao Hỏa, tương tự như cách Mặt trăng của Trái Đất hình thành.
Mặc dù các ước tính về khối lượng bị đẩy ra bởi vụ va chạm và kích thước Borealis khác nhau, các mô phỏng cho thấy một thiên thể có kích thước khoảng 0,02 Sao Hỏa có khả năng tạo ra một mảnh vụn khá lớn trên quỹ đạo sao Hỏa, theo thứ tự 5x1020 kg, với khối lượng đáng kể một phần vật chất còn lại gần Sao Hỏa. Con số này nằm trong phạm vi khối lượng ước tính cần thiết để tạo thành hai mặt trăng, vì các dữ liệu khác cho thấy chỉ có 1% khối lượng của một đĩa bồi tụ tạo thành các mặt trăng. Có một số vùng bị tác động lớn khác trên Sao Hỏa có thể đã đẩy ra đủ các mảnh vụn để tạo thành các mặt trăng.

## Sóng thần cổ đại

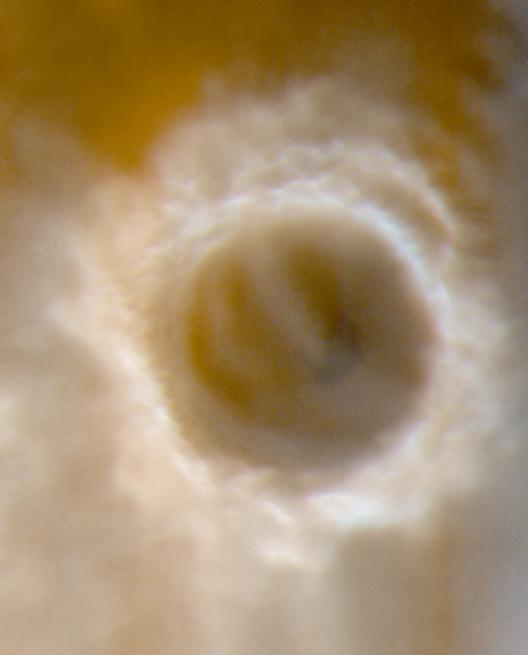
Miệng núi lửa Lomonosov, ứng cử viên có khả năng nhất cho tác động tạo ra sóng thần. Nó có đường kính 150 km, và là một đặc điểm nổi bật của bồn trũng Borealis.

Phân tích dữ liệu của Mars Global Surveyor cho thấy các mỏ khoáng sản tương tự như các morain cuối cùng trên Trái Đất dọc theo rìa phía nam của vùng đất thấp phía bắc. Các nhà khoa học đã phát triển một số lý thuyết để giải thích sự hiện diện của chúng, bao gồm: hoạt động núi lửa, hoạt động băng hà và một loạt các cơn sóng thần sao Hỏa. Sự sắp xếp của các mảng lắng cặn giống như các mảng lắng cặn được quan sát trên Trái Đất và các đặc điểm khác của mảng lắng không phù hợp với các giả thuyết về núi lửa và băng hà. Một cuộc nghiên cứu thăm dò gần đây đã xác định ba miệng hố tác động ở Acidalia Planitia là nguồn có khả năng của giả thuyết sóng thần, với miệng núi lửa Lomonosov (ảnh phải) là ứng cử viên có khả năng nhất. Tại đây, sóng thần do vụ va chạm tạo ra sẽ đạt tới độ cao 75 m (250 ft) và đi được 150 km (90 dặm) qua rìa phía nam. Các kỹ thuật hẹn hò đặt nguồn gốc của các mảng lắng cặn vào khoảng giữa thời kỳ Hesperian và đầu Amazon, khoảng 3 tỷ năm trước, cung cấp bằng chứng cho sự hiện diện của một đại dương trong thời kỳ này.